# HIBARI
HIBARI（ひばり）は、角口香織（かどぐち かおり、1978年8月1日 - 、福岡市南区出身）のソロ・プロジェクト。デビュー当初はAYUMIという相棒がいた。福岡県立柏陵高等学校卒業。
2005年8月18日にHIBARIとしての活動を打ち切り、同年9月25日にHi-Endorphin名義でバンドとして再デビューした。

## HIBARIとしての歴史
2001年8月31日にインディーズからマキシ・シングル「born to sing」をリリースしたのち、ユニバーサルミュージック傘下のレーベルDef Jam Japanより、松尾潔（別名、KC）の後ろ盾のもと、メジャーデビューを果たす。2005年2月、レーベルと事務所を離脱して自身のレーベルにて音楽活動を継続する。

## ディスコグラフィー（HIBARI名義）

### シングル
- born to sing （2001年8月31日）
- back in love again （2003年11月19日）TBS系列COUNT DOWN TVオープニングテーマ
- 世界中のこどもたちが （2004年4月28日）
- 愛と呼ぶもの （2004年11月10日） - 金曜エンタテイメント（フジテレビ）のエンディング・テーマソング
- ハコビ （2005年6月5日） - 自主制作で、彼女のサイトでのみ購入可能

### アルバム
- modern classics （2004年12月15日）

## テレビ・ラジオ
- 新堂本兄弟　(フジテレビ系)
- HIBARIのHEAT WAVE （CROSS FM、2004年末まで放送）